# Knud Frederik Plesner
Knud Frederik Plesner (20. januar 1898 i København – 31. maj 1968 i Hellebæk) var en dansk litteraturhistoriker.
K.F. Plesner blev student fra Schneekloths Skole i København i 1916. I 1923 blev han mag. art. i i almindelig og sammenlignende litteraturhistorie fra Københavns Universitet. Han specialiserede sig i boghistoriske studier. Han blev dr. phil. i 1930 med disputatsen Jens Schelderup Sneedorff. En litterærhistorisk monografi (trykt samme år), om den danske oplysningsfilosof og professor ved Sorø Akademi Jens Schelderup Sneedorff.
Hovedværket var Bøger og bogsamlere : bibliofiliens historie, 1962. Med bogen Danske bogsamlere i det nittende århundrede (1957) viderførte han Lauritz Nielsens Danske privatbiblioteker, således at værket blev ført op til omkring 1900. Han redigerede desuden en lang række bøger, bl.a. Malthe Conrad Bruuns Aristokraternes Catechismus (1945), Marcus Aurelius' Selvbetragtninger (1947) og bind 37 i Gyldendals Bibliotek Essays (1967). Han udgav desuden en bibliografi over Jens Baggesens forfatterskab i 1943.
Han blev i 1922 gift med Karen Marie Mikkelsen (død 1940, og fik datteren (den senere forfatter) Karen Plesner (født 1923). I 1942 giftede han sig med Agnes Krebs.
Han er begravet på Søndermark Kirkegård.